# Lasersko vodena bomba
Lásersko vódena bómba je vrsta vodenega orožja, ki omogoča veliko boljšo točnost zadetka, kot prostopadne letalske bombe. Deluje na principu zaznavanja laserskega žarka, odbitega od objekta – tarče. Lasersko vodenje so prvič uporabili Američani v vietnamski vojni za precizne napade na cilje, ki jih prej z nevodenimi bombami niso mogli uničiti. To je povzročilo uvedbo vodenih bomb v številnih vojskah po svetu.

## Princip delovanja
Za uporabo lasersko vodenega orožja je treba želeno tarčo najprej osvetliti z laserskim označevalnikom, ki delujejo v infrardečem spektru, izven spektra vidne svetlobe. Ta je lahko nameščen na letalu (tistem, ki odvrže bombo ali na drugem letalu), vozilu na tleh ali pa ga prenaša in z njim upravlja človek. 
Odbita laserska svetloba vstopa skozi širokokotno lečo v senzor laserske svetlobe v nosu bombe. Senzor sestoji iz fotodiod, ki so razporejene v štiri ločene kvadrante. Senzor je odmaknjen od goriščne razdalje sistema leč tako, da je slika laserskega žarka v obliki pege in ne v obliki točke. Večja pega izboljša izkoristek detektorja in s tem detekcijsko razdaljo, vendar pa se s tem zmanjša natančnost določanja položaja pege na površini detektorja, zato je potrebno najti kompromis med največjim dosegom detektorja in natančnostjo vodenja.
Če je senzor usmerjen neposredno v odbito lasersko svetlobo, so vse štiri fotodiode enakomerno osvetljene, zaradi česar dajejo enako velik električni signal, v nasprotnem primeru pa je izhodni signal vsake diode drugačen. Na podlagi te razlike se lahko izračuna odstopanje optične osi senzorja od laserskega žarka.  
Pri prvih izvedbah lasersko vodenih bomb je bil senzor na enem koncu prosto vpet v cilindrično krilo, ki se zaradi aerodinamičnih sil v zračnem toku poravna s potjo, oziroma vektorjem hitrosti bombe. Fotodetektor izmeri, koliko je laserski žarek oddaljen od njegovega središča, kar daje informacijo o razliki med trenutno smerjo leta bombe in smerjo proti tarči. Modernejše izvedbe imajo fotodetektor vpet v kardanske obroče, ki jih aktuatorji aktivno poravnavajo s smerjo laserskega žarka, podatek o poravnavi fotodetektorja pa služi kot informacija avtopilotu za poravnavo smeri leta bombe z laserskim žarkom. Obenem ta način omogoča tudi iskanje laserskega žarka v precej širšem obsegu, kot to omogoča prejšnja izvedba.  
Za uporabo lasersko vodene bombe pilotu ni treba dejansko videti cilja, je pa treba pot proti cilju načrtovati tako, da bomba prestreže odbiti laserski žarek.
Prvi sistemi te vrste so uporabljali avtopilote, zasnovane na dvopoložajnem regulatorju, ki je omogočal le polne odklone krmilnih površin. Ta način je sicer omogočal zadovoljivo natančnost, zaradi polnih odklonov krmilnih površin pa se je močno povečal zračni upor, kar je negativno vplivalo na domet orožja. Kasneje se je namesto dvopoložajnega regulatorja uvedlo premikanje krmilnih površin, ki je bilo sorazmerno kotu napake, kar je to pomanjkljivost odpravilo.
Laserski žarek je moduliran v obliki kodiranega zaporedja impulzov, kar prepreči odziv lasersko vodenega orožja na druge vire laserskega sevanja, možno pa je tudi sočasno vodenje več orožij, ki se odzivajo na različna zaporedja impulzov. Na Zahodu se za določanje teh kod uporablja NATO standard STANAG 3733, ki uporablja tri- ali štirimestne kode, in sicer trimestne od 111 do 788, štirimestne pa od 1111 do 1788. Kode z nižjo številko nudijo več natančnosti zaradi večje frekvence ponavljanja laserskih impulzov, vendar obenem povečajo porabo električne energije laserskega označevalnika. Pred uporabo lasersko vodenih orožij je ta orožja treba programirati z ustrezno kodo, da se potem odzivajo na pravi laserski žarek.
Pri nekaterih lasersko vodenih protioklepnih izstrelkih je laserski žarek prostorsko moduliran po vodoravni in navpični osi, za vodenje pa se uporabljajo fotodetektorji v repu izstrelka. Ker so obrnjeni stran od cilja, je sistem zelo odporen na motenje, poleg tega za razliko od polaktivnega laserskega vodenja zadošča ožji laserski žarek, kar pomeni, da je lahko uporabljen šibkejši laser.
Lasersko vodenje se uporablja tudi za zelo precizna orožja, kjer je lasersko vodenje kombinirano z drugimi metodami vodenja (npr inercialna navigacija ali GPS). V tem primeru se lasersko vodenje uporablja le v zadnji fazi za odpravo morebitnih navigacijskih napak.

## Pomanjkljivosti laserskega vodenja
Lasersko vodenje je zanesljivo le, če je možno zagotoviti dobro osvetljevanje cilja z laserjem. V primeru, da je osvetljevanje prekinjeno (kot posledica neugodnih vremenskih razmer, prahu, dima, slabe odbojnosti laserskega žarka od tarče, itd), bomba izgubi sposobnost vodenja in nadaljuje po balistični tirnici. Precej vojaških vozil (predvsem oklepnikov) za obrambo pred lasersko vodenimi orožji uporablja posebno prekritje, ki slabo odbija laserski žarek, dodatno pa se uporabljajo tudi protiukrepi, kot sta dimna zavesa in aktivno motenje laserskega detektorja. 
Dodatna problema sta tudi omejeno območje uporabe (pri premajhni višini odmeta bombe ali preveliki razdalji bomba ne doseže tarče) in omejeno vidno polje laserskega označevalnika (če je ta nameščen na istem letalu, kot bomba).